# Ten Year Old Tom
Ten Year Old Tom è una sitcom animata statunitense del 2021, creata da Steve Dildarian.
Successore spirituale di The Life & Times of Tim, la serie viene pubblicata negli Stati Uniti su HBO Max dal 30 settembre 2021. Viene trasmessa in televisione su Adult Swim dal 9 agosto 2023.

## Trama
Un bambino di 10 anni di nome Tom deve fare i conti con la guida ben intenzionata ma discutibile degli adulti che lo circondano.

## Episodi
| Stagione         | Episodi | Pubblicazione USA | Pubblicazione Italia |
| ---------------- | ------- | ----------------- | -------------------- |
| Prima stagione   | 10      | 2021              | inedita              |
| Seconda stagione | 10      | 2023              | inedita              |

## Personaggi e doppiatori
- Tom, doppiato da Steve Dildarian.
- Nelson, doppiato da Byron Bowers.
- Madre di Tom, doppiata da Edi Patterson.
- Preside, doppiato da Todd Glass.
- Guidatore del bus, doppiato da Ben Rodgers.
- Allenatore, doppiato da Erik Griffin.